# Distretto di Van
Il distretto di Van costituiva, fino al 2012 il distretto centrale della provincia di Van, in Turchia. Nel 2012, con l'istituzione del comune metropolitano di Van, il suo territorio è stato diviso tra il distretto di Edremit e i nuovi distretti di İpekyolu e Tuşba.